# Gedelöcke
Gedelöcke ist eine historische Novelle von Wilhelm Raabe, die im Winter 1865/1866 entstand und im Juni 1866 in der Zeitschrift „Westermann’s illustrirte deutsche Monats-Hefte“ bei Adolf Glaser in Braunschweig erschien. Die Buchfassung kam 1869 heraus. Nachauflagen erlebte Raabe 1871, 1896, 1901 und 1903.
Raabe hat ein Exemplar der Historia 1865 auf dem Stuttgarter Trödelmarkt für neun Kreuzer erstanden: Herr Gedelöcke wird dreimal begraben.

## Inhalt
Frau Mette Gedelöcke aus Kopenhagen kann ihren Ehemann nicht mehr verstehen. Er wurde christlich geboren und ihr christlich angetraut. Frau Gedelöcke möchte dereinst in ihrem „lutherischen Glauben sterben“. Aber ihr Mann, der Kurator Jens Pedersen Gedelöcke, will „kein christlich Wort mehr annehmen“, sondern Meister Henrich Israel, Vorsinger der Juden zu Kopenhagen, sitzt am Krankenbett. Gedelöcke lässt sich von dem Vorsänger psalmodieren.
Der Kurator stirbt zu Ostern 1731. Sein Famulus David Bleichfeld, der die Bibliothek und zweitausend Reichstaler erbt, hält die Totenwache. Ein christliches Begräbnis wird verweigert. In seiner Not sucht Bleichfeld den Obristen Benediktus von Knorpp, Kommandante auf Friedrichsstein, auf. Dieser treue Jugendfreund Gedelöckes sorgt für ein „ehrlich Soldatengrab“ auf dem Garnisonskirchhof an der Osterbrogade.
Der Kopenhagener Klerus aber konstatiert, Gedelöcke sei „nicht als ein gläubiger Christ, sondern als ein ungläubiger Jud gestorben“. Die Christen zwingen den Meister Henrich Israel „unter Hohn, Spott, Lachen und Geschrei“, den Toten auszugraben und „auf dem Judenkirchhof“ beizusetzen.
Die Juden dulden Gedelöcke nicht auf ihrem Friedhof. Dem Meister Henrich Israel, der mehr als zwanzig Jahre Vorsinger in der Synagoge zu Kopenhagen war, wird der „Ehrenrock ausgezogen“ und der „Bettelsack angehänget“, weil er der Freund des Verstorbenen gewesen war.
Der ehemalige Meister muss dem fassungslosen Obristen Knorpp berichten, Gedelöcke liege verscharrt unter einer Viehweide.

## Form
Zu den Protagonisten zählen Herr und Frau Gedelöcke, der ehrwürdige Herr Hieronymus Moekel von der Kopenhagener Trinitatiskirche, David Bleichfeld, der Obrist von Knorpp und der Meister Henrich Israel. Frau Gedelöcke und Herr Moekel handeln zu Lebzeiten Herrn Gedelöckes. Während Frau Gedelöcke nach dem Tode des Gatten nicht mehr in Erscheinung tritt, kann zwar Moekel, ein herausragender Repräsentant der Kopenhagener Geistlichkeit, als eigentlicher Verursacher der ersten Exhumierung Gedelöckes angesehen werden, doch er wirkt aus dem Hintergrund. Die Aktion geht vielmehr von David Bleichfeld aus. Bleichfeld sucht den Obristen von Knorpp auf. Der alte Haudegen ist fortan gleichsam Zentrum des Geschehens. Er setzt den ersten Leichenzug in Gang, und er spannt seine Untergebenen ein. Zum Beispiel kommandiert der Obrist seinen isländischen Regimentsfeldscherer Snorro Skalholt zu der Bestattung. Meister Henrich Israel hingegen agiert nicht direkt. Der ehemalige Vorsänger geht nur zweimal zu Knorpp hin und klagt ihm jedes Mal die widerfahrene Unbill.

## Selbstzeugnis
- Als Adolf Glaser die sonst von Raabe gewohnte „wehmütige Saite“ vermisst, antwortet der Autor: „Ich glaube meine mehr lyrische Periode glücklich hinter mir zu haben... Es ist viel Lüge in unserer Literatur...“ Raabe will diese Lüge „heraus bringen“.[6]

## Rezeption
- Die Begebenheit habe 1731[7] in der Vossischen Zeitung gestanden.[8]
- Fuld[9] bezeichnet den Text als „eine giftige Satire gegen die kirchliche Orthodoxie“, verfasst von dem „antikirchlich eingestellten Freigeist Raabe“.
- Meyen[10] nennt drei Ausgaben; ein davon in Holländisch (1870) und weist acht Besprechungen nach. Eine davon – aus dem Jahr 1957 – widmet sich zum Beispiel der Erzählung im Zusammenhang mit der Berleburger Bibel.[11]

## Ausgaben

### Erstausgabe
- Der Regenbogen. Sieben Erzählungen von Wilhelm Raabe. Hallberger, Stuttgart 1869. Bd. 2 enthält Die Gänse von Bützow. Gedelöcke. Im Siegeskranze

### Verwendete Ausgabe
- Gedelöcke. S. 705–749 in: Peter Goldammer (Hrsg.), Helmut Richter (Hrsg.): Wilhelm Raabe. Ausgewählte Werke in sechs Bänden. Band 1: Die Chronik der Sperlingsgasse. Nach dem großen Kriege. Erzählungen 1860–1870. 928 Seiten. Aufbau-Verlag Berlin und Weimar 1966 (Textgrundlage: Karl Hoppe (Hrsg.): die historisch-kritische Braunschweiger Ausgabe)

### Weitere Ausgabe
- Gedelöcke. S. 165–210. Mit einem Anhang, verfasst von Constantin Bauer und Karl Hoppe, S. 455–466 in Hoppe (Bearb.), Hans Oppermann (Bearb.), Constantin Bauer (Bearb.), Hans Plischke (Bearb.): Erzählungen. Sankt Thomas. Die Gänse von Bützow. Theklas Erbschaft. Gedelöcke. Im Siegeskranze. Der Marsch nach Hause. Des Reiches Krone. Deutscher Mondschein. Vandenhoeck & Ruprecht, Göttingen 1976. Bd. 9.2 (2. Aufl., besorgt von Karl Hoppe), ISBN 3-525-20120-6 in Hoppe (Hrsg.), Jost Schillemeit (Hrsg.), Hans Oppermann (Hrsg.), Kurt Schreinert (Hrsg.): Wilhelm Raabe. Sämtliche Werke. Braunschweiger Ausgabe. 24 Bde.